# Geïntegreerde landbouw
Onder geïntegreerde landbouw wordt een landbouw verstaan die probeert de verschillende functies van landbouw op elkaar af te stemmen. In het bijzonder gaat het erom natuur-, landschaps- en milieubeheer een bestanddeel van de bedrijfsvoering te laten zijn, naast de meer traditionele bestanddelen zoals loonvorming, arbeidsomstandigheden en voedselproductie. Er is overlap met de begrippen 'verbrede landbouw' en 'duurzame landbouw'.

## Ontstaan
De term geïntegreerde landbouw kreeg in Nederland bekendheid met het verschijnen van de nota Bouwstenen voor een geïntegreerde landbouw van de Wetenschappelijke Raad voor het Regeringsbeleid in 1985, maar was al eerder, in 1980, gebruikt in een discussienota voor Vereniging Milieudefensie. Deze vorm van landbouw moest een antwoord zijn op de problemen in de gangbare landbouw maar meer dan de alternatieve landbouw aansluiten bij de bestaande landbouw.

## Eisen
Men streeft ernaar de input van buiten het bedrijf van stoffen (bijvoorbeeld kunstmest en bestrijdingsmiddelen) zo efficiënt mogelijk te gebruiken door deze te minimaliseren of in het bedrijf te houden via kringlopen. Daarnaast probeert men landschapsbeheer en natuurbeheer te combineren met productie, bijvoorbeeld door agrarisch natuurbeheer of de oogst van hout uit houtwallen. Geïntegreerde bestrijding van plagen is ook een middel om natuur en landbouw op elkaar af te stemmen. 

## Verwante vormen van landbouw
Geïntegreerde landbouw kan overgaan in zogenaamde verbrede landbouw waarbij bijvoorbeeld er een minicamping op het bedrijf is of er aan huis producten direct aan klanten geleverd worden. Sommige verbrede landbouwbedrijven bieden zorginstellingen de mogelijkheid cliënten onder te brengen (zie ook zorgboerderijen). 
Energieproductie uit hout, wind of zon is ook een vorm om verstandig milieubeheer die is te combineren met landbouw. Duurzame landbouw is in de praktijk in veel opzichten met geïntegreerde landbouw verwant, en ook met verbrede landbouw en kringlooplandbouw. Biologische landbouw en biologische bestrijding kunnen eveneens onderdeel vormen van geïntegreerde landbouw.